# Lijst van Nederlandse deelnemers aan de Olympische Winterspelen van 1972
Dit is een lijst van Nederlandse deelnemers aan de Winterspelen van 1972 in Sapporo.
| Olympiër             | Sport       | Onderdeel                                   | Ervaring  |
| -------------------- | ----------- | ------------------------------------------- | --------- |
| Stien Baas-Kaiser    | schaatsen   | 1500 meter 3000 meter                       | 2e Spelen |
| Jan Bols             | schaatsen   | 1500 meter 5000 meter 10000 meter           | 2e Spelen |
| Ellie van den Brom   | schaatsen   | 500 meter 1000 meter 1500 meter             | 2e Spelen |
| Jappie van Dijk      | schaatsen   | 500 meter                                   | debutant  |
| Atje Keulen-Deelstra | schaatsen   | 500 meter 1000 meter 1500 meter 3000 meter  | debutant  |
| Dianne de Leeuw      | kunstrijden | individueel                                 | debutant  |
| Trijnie Rep          | schaatsen   | 500 meter 1000 meter                        | debutant  |
| Ard Schenk           | schaatsen   | 500 meter 1500 meter 5000 meter 10000 meter | 3e Spelen |
| Sippie Tigchelaar    | schaatsen   | 3000 meter                                  | debutant  |
| Eddy Verheijen       | schaatsen   | 500 meter 1500 meter                        | debutant  |
| Kees Verkerk         | schaatsen   | 1500 meter 5000 meter 10000 meter           | 3e Spelen |